# Квемо-Артани
Квемо-Артани (груз. ქვემო არტანი) — село в Грузии, на территории Тианетского муниципалитета края (мхаре) Мцхета-Мтианети.

## География
Село находится в центральной части Грузии, на правом берегу реки Иори, на расстоянии приблизительно 10 километров (по прямой) к северо-северо-востоку от посёлка городского типа Тианети, административного центра муниципалитета. Абсолютная высота — 1229 метров над уровнем моря.

## Население
По результатам официальной переписи населения 2014 года в Квемо-Артани проживало 46 человек (25 мужчин и 21 женщина). В национальной структуре населения грузины составляли 97,8 %.
| Год  | Население, человек |
| ---- | ------------------ |
| 2002 | 64                 |
| 2014 | ↘ 46               |